# Fuad Safar
Sajjid Fuad Safar (říjne 1911 Mosul – 9. ledna 1978 Mosul) byl irácký archeolog. Vzdělání nabyl v Chicagu v American School of Oriental Research. Během 2. světové války pracoval v Iráckém úřadu pro starožitnosti (Iraqi Antiquities Departement). Roku 1942 objevil jedno z nejstarších středisek zemědělství na světě v Tell Chassuně na břehu Tigridu jižně od Mosulu, v letech 1946 – 1949 vedl společně s britským kolegou Setonem Lloydem průzkum zřícenin města Eridu, pracoval na lokalitě Tell Ukajr a řadě dalších míst. Patří mezi průkopníky irácké archeologie. Napsal mj. knihu Wasit: The Sixth Season's Excavations (Káhira, 1945).
Jako generální inspektor archeologických průzkumů zastupoval Safar Irák v komisi pro Světové kulturní dědictví UNESCO na konferenci 1977. Roku 1978 pomáhal ještě s průzkumem lokality Umm al-Hafriyat poblíž starověkého města Nippur vědcům z Orientálního institutu Chicagské univerzity a záhy po skončení prací zemřel.